# トマス・マリンズ (初代ヴェントリー男爵)
初代ヴェントリー男爵トマス・マリンズ（英語: Thomas Mullins, 1st Baron Ventry、1736年10月25日 – 1824年1月11日）は、アイルランド貴族。

## 生涯
ウィリアム・マリンズ（William Mullins、1690年ごろ – 1761年5月3日、フレデリック・マリンズの息子）と妻メアリー（ジョージ・ローワンの娘）の息子として、1736年10月25日に生まれた。1754年5月28日、ダブリン大学トリニティ・カレッジに入学した。
1797年12月7日、準男爵に叙された。1800年7月31日にアイルランド貴族であるケリー県におけるヴェントリーのヴェントリー男爵に叙され、8月1日にアイルランド貴族院議員に就任した。
1824年1月11日にケリー県バーナム・ハウス（Burnham House）で死去、息子ウィリアム・タウンゼンドが爵位を継承した。

## 家族
1755年10月5日、エリザベス・ガン（Elizabeth Gunn、1736年9月14日 – 1823年1月16日、タウンゼンド・ガンの娘）と結婚、6男6女をもうけた。
- セオドラ（Theodora） - 1772年、エドワード・ブライス（Edward Brice）と結婚[4]
- エリザベス（1844年10月27日没） - 1780年6月、リチャード・ブレンナーハセット（Richard Blennerhassett）と結婚[5]
- アラベラ（Arabella、1821年12月没） - 1780年2月、リチャード・マクギリカディー（Richard MacGillycuddy、1750年5月30日 – 1826年11月19日）と結婚[5]
- シャーロット（1816年4月29日没） - 1792年5月2日、リチャード・ピアース・マホニー（Richard Pierse Mahoney）と結婚[4]
- キャサリン - 1794年12月31日、ジェームズ・ホジアー（James Hozier）と結婚[5]
- ウィリアム・タウンゼンド（1761年9月25日 – 1827年10月5日） - 第2代ヴェントリー男爵[1]
- タウンゼンド（1763年3月19日 – 1799年） - 1784年、クリスチャベラ・デイロールズ（Christabella Dayrolles、ソロモン・デイロールズ（英語版）の娘）と結婚、子供あり。第3代ヴェントリー男爵トマス・ド・モリンズ（英語版）の父[4]
- トマス（英語版）（1823年2月没） - 陸軍軍人。1810年7月18日、ウィリアム・リーダー（William Reader）の娘と結婚[4]
- リチャード（1766年 – 1809年以降没） - 陸軍軍人であり、ナポレオン戦争におけるワルヘレン戦役（英語版）に参戦した。1798年10月2日、ジェーン・ギヨン・グレイ（Jane Guyon Grey）と結婚、子供あり[4]
- エドワード（1777年 – 1841年7月31日） - 1805年2月11日、エリザベス・ヒリアード（Elizabeth Hilliard、1871年2月10日没、ロバート・ヒリアードの娘）と結婚、子供あり[4]
- フレデリック・フェリッター（Frederick Ferriter、1778年 – 1832年12月30日） - 1800年12月6日、エリザベス・クロッカー（Elizabeth Croker、ウィリアム・クロッカーの娘）と結婚、子供あり[4]
- ヘレナ・ジェーン（1846年12月24日没） - 1799年9月、アーサー・ブレンナーハセット（Arthur Blennerhassett、1776年10月27日 – 1861年以前）と結婚[5]